# Роккетта-Палафеа
Роккетта-Палафеа (італ. Rocchetta Palafea, п'єм. Rochëtta Palafèja) — муніципалітет в Італії, у регіоні П'ємонт,  провінція Асті.
Роккетта-Палафеа розташована на відстані близько 460 км на північний захід від Рима, 65 км на південний схід від Турина, 24 км на південний схід від Асті.
Населення — 349 осіб (2014).
Щорічний фестиваль відбувається 1 грудня. Покровитель — Sant'Evasio.

## Демографія
Населення за роками:

Станом на 1 січня 2023 року в муніципалітеті офіційно проживало 45 іноземців з 13 країн, серед них 19 громадян країн Євросоюзу та 4 громадяни України.

## Сусідні муніципалітети
- Бістаньо
- Каламандрана
- Кассінаско
- Кастель-Больйоне
- Монтабоне
- Сессаме